# Dialekt sassarski

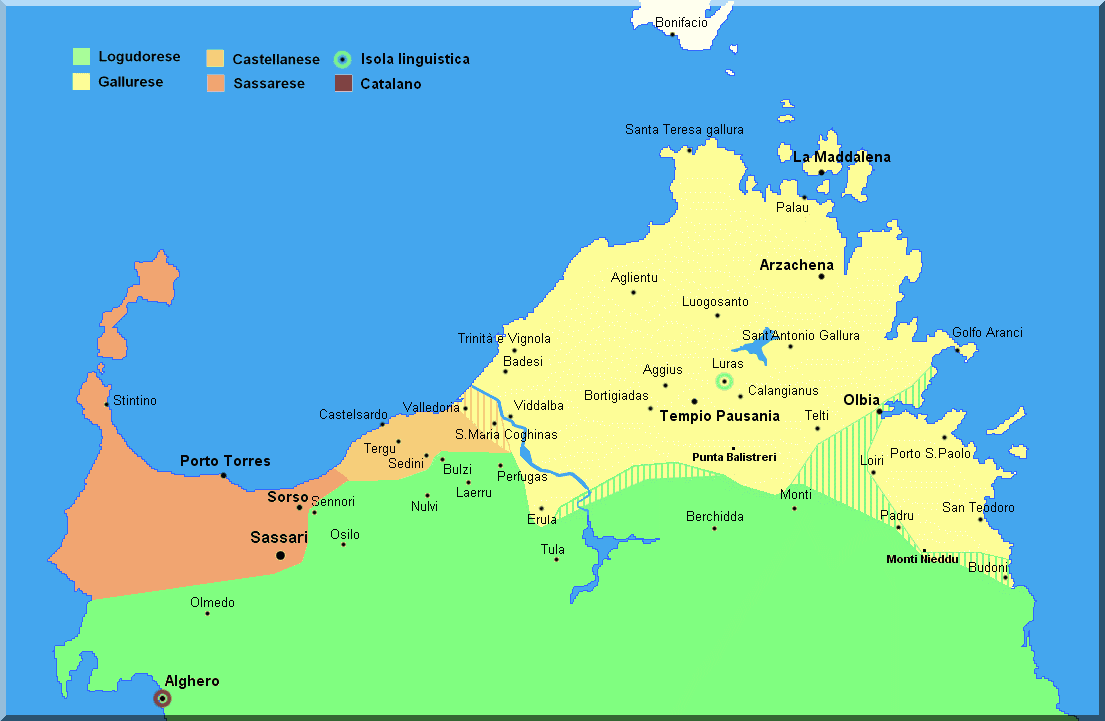
Języki i dialekty Sardynii

Dialekt sassarski, dialekt północno-zachodnio-sardyński – jeden z czterech głównych dialektów języka sardyńskiego. Posługuje się nim około 125 tys. mieszkańców włoskiej wyspy Sardynii, przede wszystkim jej północno-zachodniej części. 
Ze względu na niewykształcenie jednego języka literackiego sardyńskiego i różnorodność jego dialektów, bywają one niekiedy traktowane jako odrębne języki.
Większość użytkowników tego dialektu sassarskiego zna język włoski, ale na co dzień posługuje się dialektem, także w piśmie. Fragmenty Biblii przetłumaczono nań w latach 1863–1866.